# Metamicrocotyla cephalus
Metamicrocotyla cephalus är en plattmaskart. Metamicrocotyla cephalus ingår i släktet Metamicrocotyla och familjen Microcotylidae. Inga underarter finns listade i Catalogue of Life.